# 广西米口袋
广西米口袋（学名：Gueldenstaedtia guangxiensis）为豆科米口袋属下的一个种。其种加词“guangxiensis”意为“广西的”。